# Baghras
Baghras (türkisch Bakras, auch Bagras oder Gaston/Gastin, von lat. Castron) war eine mittelalterliche Burg im Grenzgebiet zwischen dem Fürstentum Antiochia und dem Königreich Kleinarmenien, heute in der türkischen Provinz Hatay gelegen. Sie verteidigte den Zugang nach Syrien von Norden her.

## Lage
Die Ruine liegt auf einem steilen Felsen über der Ebene des Orontes und kontrollierte den Handelsweg zwischen Alexandrette (heute İskenderun) und Antiochia (heute Antakya). Die Burg wurde durch einen Aquädukt mit Wasser versorgt.

## Geschichte
Baghras fiel 1134 oder 1137 an die Templer. Damit gehörte die Festung zusammen mit Roche Roussel und Trapesac zu den frühesten Besitzungen der Templer im Heiligen Land.
Baghras kam dann in den Besitz der Byzantiner und schließlich an den Rubeniden Thoros II. Kaiser Manuel I. beauftragte Renaud de Châtillon, die Festung zurückzuerobern, doch wurde dieser von Thoros bei Alexandretta geschlagen. Thoros gab Baghras an die Templer zurück, die ihm im Gegenzug ihre Unterstützung zusagten. 1160 bis 1161 gehörte Baghras zum Fürstentum Antiochia. 1170 nahm Fürst Mleh von Kleinarmenien seinen ehemaligen Glaubensbrüdern die Festung wieder ab, die sie erst nach seinem Tode 1175 erneut in Besitz nehmen konnten. Es ist nun als das nördliche Hauptquartier der Tempelritter belegt.
1188 nahm Saladin Baghras ein.
Fulk von Bouillon eroberte die Festung für seinen Vetter, Fürst Lewon II. von Armenien (ab 1198 König Leo I. von Armenien). Dieser residierte hier 1191 und ließ wichtige Baumaßnahmen durchführen. 1193 konnte er hier Bohemund von Antiochia gefangen nehmen, angeblich mit Hilfe von dessen Frau. Erst durch wiederholte Intervention des Papstes Innozenz III. versprach Leo 1212 die Rückgabe des gesamten Templerbesitzes, und diese erhielten dann 1216 die Burg tatsächlich zurück. 1266 widerstand die Burg einer Belagerung durch den Sultan von Aleppo.
Nachdem der Mamlukensultan Baibars 1268 Antiochia eingenommen und zerstört hatte, schleiften die Templer Baghras und gaben es kampflos auf.